# Javier Imbroda
Francisco Javier Imbroda Ortiz o Javier Imbroda (Melilla, 8 de gener de 1961 - Màlaga, 2 d'abril de 2022) fou un entrenador de bàsquet espanyol i polític. Fou el sisè entrenador amb més partits dirigits a la Liga ACB. Va néixer en Melilla, Espanya. Va servir com a membre del Parlament andalus des de 2018. També va servir com el Ministre Regional de Cultura i Esports des de 2019, a la presidència de Juanma Moreno.
Imbroda va morir des de càncer de pròstata a Màlaga, el 2 d'abril de 2022, a l'edat de 61.